# Radčice (Liberec)
Radčice – część miasta ustawowego Liberec. Znajduje się w północnej części miasta. Zarejestrowanych jest tutaj 215 adresów i mieszka na stałe około 700 osób.